# صفيحة نازكا

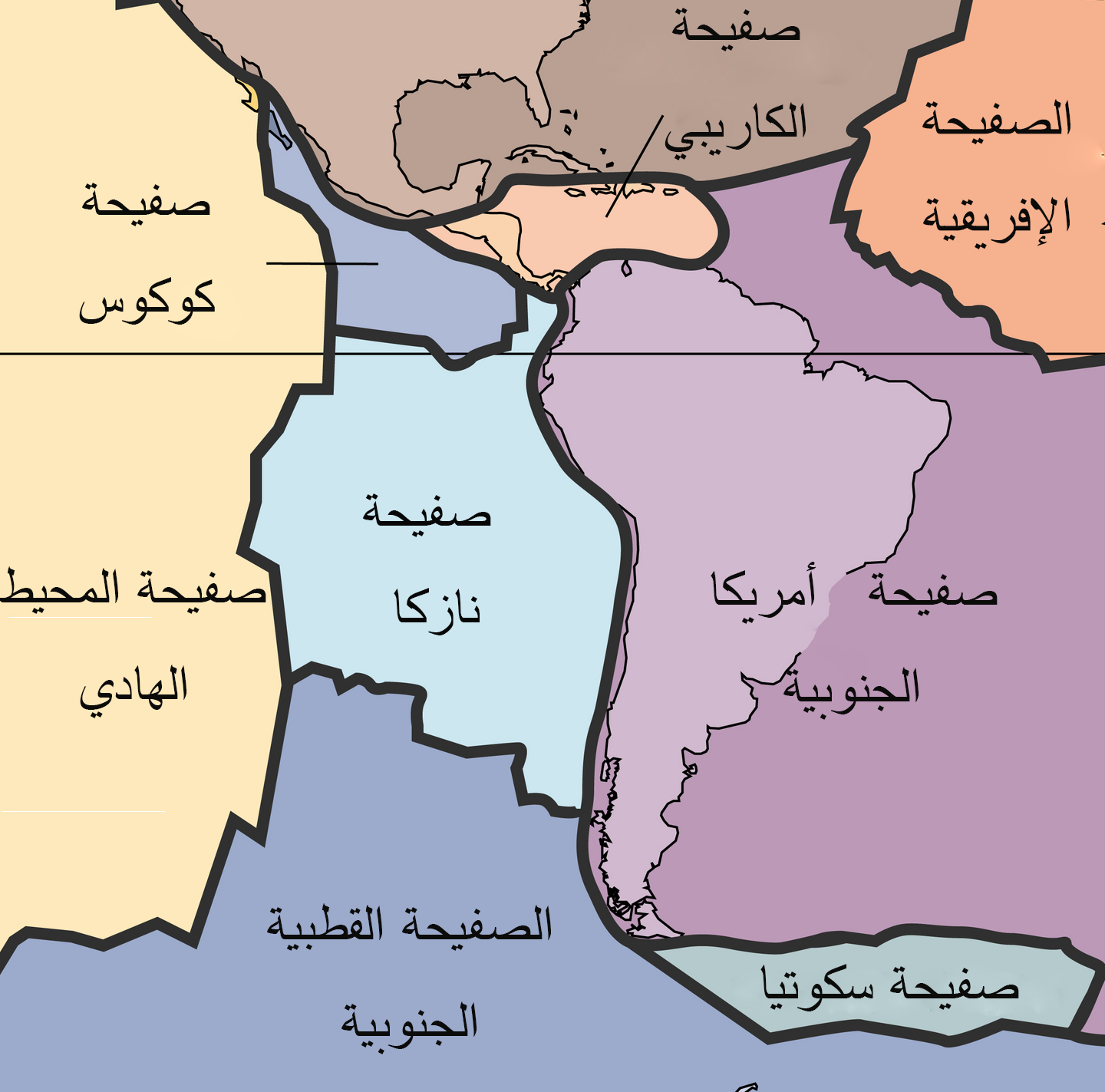
صفيحة نازكاصورة بالحجم الكبير تظهر جميع الصفائح

تعتبر صفيحة نازكا المسماة على اسم منطقة نازكا الواقعة في بيرو الجنوبية صفيحة تكتونية محيطية تقع في حوض المحيط الهادئ الشرقي من الساحل الغربي لأمريكا الجنوبية. ويعتبر الهبوط المستمر على طول الأخدود الواقع بين بيرو تشيلي لصفيحة نازكا أسفل صفيحة أمريكا الجنوبية مسؤولًا بصورة كبيرة عن تكوّن جبال الأنديز. ويحد صفيحة نازكا من جهة الغرب صفيحة المحيط الهادئ ونحو الجنوب صفيحة القطب الجنوبي عبر سلسلة منحدرات شرق المحيط الهادئ وسلسلة منحدرات تشيلي على التوالي. ونشأ عن تحرك صفيحة نازكا فوق عدة نقاط ساخنة تكوُّن بعض الجزر البركانية بالإضافة إلى سلاسل من جبال بحرية ممتدة بين الشرق والغرب هبطت أسفل أمريكا الجنوبية. وتعتبر نازكا صفيحة حديثة نسبيًا من حيث كل من العمر الزمني لصخورها أو وجودها كصفيحة مستقلة.

## الحدود

### سلاسل منحدرات شرق المحيط الهادئ وتشيلي
يقع تقاطع ثلاثي، يُسمى تقاطع تشيلي الثلاثي، في قاع المحيط الهادئ من تايتاو وشبه جزيرة ترى مونت على الساحل الجنوبي لتشيلي. وهنا يلتقي ثلاث صفائح تكتونية وهي:صفيحة نازكا وصفيحة أمريكا الجنوبية وصفيحة القطب الجنوبي.

### الأخدود الواقع بين بيرو وتشيلي
الحافة الشرقية هي منطقة هبوط ذات حد متقارب أسفل صفيحة أمريكا الجنوبية وجبال الأنديز مما يشكل الأخدود الواقع بين بيرو تشيلي. وأما الجانب الجنوبي فهو حد تباعدي مع صفيحة القطب الجنوبي وسلسلة منحدرات تشيلي حيث تسمح تمددات قاع المحيط للصهارة بالارتفاع. والجانب الغربي عبارة عن حد تباعدي مع صفيحة المحيط الهادئ مما يشكّل سلسلة منحدرات شرق المحيط الهادئ. والجانب الشمالي عبارة عن حد تباعدي مع صفيحة كوكوس مما يشكل سلسلة منحدرات غالاباغوس.
ويرجع هبوط صفيحة نازكا أسفل تشيلي الجنوبية إلى تاريخ من الزلازل الهائلة، وتشمل هذه الزلازل أكبر زلزال تم تسجيله على وجه الأرض محققًا درجة عزم بلغت 9.5 وهو زلزال فالديفيا 1960.

## خواص ما بين الصفائح

### النقاط الساخنة
يقع التقاطع الثلاثي الثاني بالركن الشمالي الغربي لصفيحة نازكا حيث تلتقي الصفائح نازكا وكوكوس وصفيحة المحيط الهادئ من ساحل كولومبيا. وكذلك يقع تقاطع ثلاثي آخر بالركن الجنوبي الغربي عند تقاطع صفائح نازكا وصفيحة المحيط الهائ وصفيحة القطب الجنوبي من ساحل تشيلي الجنوبية. وفي كلٍ من هذه التقاطعات الثلاثية يوجد صفيحة صغيرة شذوذ، وهي الصفيحة الصغيرة لغالاباغوس عند التقاطع الشمالي، والصفيحة الصغيرة خوان فيرنانديز عند التقاطع الجنوبي. وأما الصفيحة الصغيرة لجزيرة إيستر، فهي صفيحة صغيرة ثالثة تقع شمال الصفيحة الصغيرة خوان فيرنانديز وتقع غرب جزيرة إيستر.

### المرتفعات غير الزلزالية
تبلغ سلسلة جبال كارنيغي 1،350كم طولًا وما يصل إلى 300كم عرضًا حيث تظهر على قاع محيط صفيحة نازكا الشمالية التي تشتمل على أرخبيل غالاباغوس عند طرفها الغربي. وقد تعرضت للهبوط أسفل صفيحة أمريكا الجنوبية بالإضافة إلى باقي صفيحة نازكا.

### مناطق تصدعات
تعتبر فجوة داروين المنطقة الواقعة بين صفيحة نازكا وساحل تشيلي، حيث واجه تشارلز داروين زلزال عام 1835. ومن المتوقع أن تصبح هذه المنطقة مركزًا لزلزال كبير في المستقبل القريب.

## تحرك الصفائح
لقد تمت معايرة الحركة المطلقة لصفيحة نازكا حيث بلغت 3.7سم/عام تجاه الشرق بنحو (88°)، مما يعتبر أحد التحركات المطلقة الأسرع مقارنة بأي صفيحة تكتونية. وأما صفيحة نازكا التي شهدت هبوطًا، والتي تظهر هبوطًا لوحيًا مسطحًا فإنها تتعرض للتمزق بالإضافة إلى التشوهات التي تصيبها عندما تتعرض للهبوط (بارزنجي وأيزاكس). لقد أدى الهبوط إلى تكوين البركانية سلسلة جبال الأنديز. وكذلك يؤثر تشوه صفيحة نازكا أيضًا على جغرافيا بوليفيا بعيدًا إلى الشرق (تينكر وآخرون). وقد حدث زلزال بوليفيا 1994 على صفيحة نازكا، بعزم بلغ 8.2 {\displaystyle M_{w}} وكان أقوى زلزال يحدث بعمق زاد على 300كم.
ولحسن الحظ فإنه إلى جانب جزر خوان فرنانديز هذه المنطقة بها قليل من الجزر التي تعاني من الزلازل والتي تنتج عن التحركات المعقدة لهذه التقاطعات.

## التاريخ الجيولوجي
والصفيحة السابقة لكل من صفيحة نازكا وصفيحة كوكوس (نحو الشمال) هي صفيحة فارالون والتي انفصلت في أواخر فترات الأوليجوسين منذ نحو 22.8 مليون عام وهو التاريخ الذي تم تحديده من خلال تفسير الشذوذات المعناطيسية.